# Marco Werner
Marco Werner (Dortmund, 27 aprile 1966) è un pilota automobilistico tedesco.
Specializzato nelle corse con vetture Sportprototipi, dal 2001 nella sua carriera ha corso solo con vetture della casa automobilistica Audi.

## Gli esordi
Debutta nell'automobilismo nel 1990 corre in Formula Opel, arriva 2º in campionato alle spalle di Mika Häkkinen), l'anno seguente disputa il campionato tedesco di Formula 3 nel quale arriva 2º dietro al vincitore Pedro Lamy.
Non trovando sbocco in Formula 1, negli anni novanta Werner decise di correre nelle categorie prototipi e Turismo: diventa pilota del Campionato Tedesco di Superturismo (STW), correndo anche in Porsche Supercup.Nel 1992 sono arrivate le offerte da Tyrrell e Minardi e ha fatto un test con Minardi per debuttare in Formula 1 nel 1993 ma a causa di mancanza di sponsor non debutterà nella classe regina.

## Sport Prototipi
Il suo primo successo di prestigio internazionale è la vittoria alla 24 Ore di Daytona del 1995 su Kremer-Porsche.
Nel 2001 disputa il campionato American Le Mans Series con la squadra Audi Sport Team Joest, della quale diviene ben presto alfiere, debuttando anche alla 24 Ore di Le Mans del 2002.

Nel 2003 vince la 12 Ore di Sebring e il titolo piloti nell'AMLS guidando l'Audi R8.

Nel 2004 rivince il titolo piloti nell'AMLS, vincendo anche la Petit Le Mans di Road Atlanta.

La stagione agonistica 2005 si apre per lui con il successo alla 12 Ore di Sebring, in estate Werner vince per la prima volta la 24 Ore di Le Mans, gara che rivince l'anno seguente guidando l'Audi R10 TDI.

Nel 2007 ottiene nuovamente la vittoria a Sebrig e a Le Mans.
Nel 2008 disputa l'ALMS guidando in coppia con Lucas Luhr un'Audi R10 vincendo il titolo piloti di classe LMP1.

Nel 2009 arriva terzo alla 12 Ore di Sebring alla guida della debuttante Audi R15 TDI.

## Palmarès
- Vincitore della 24 Ore di Le Mans: 2005, 2006 e 2007.
- Vincitore della 24 Ore di Daytona: 1995.
- Vincitore della 12 Ore di Sebring: 2003, 2005 e 2007.
- Vincitore della Petit Le Mans: 2004.
- Vincitore del campionato ALMS: 2003, 2004 e 2008.

## Risultati alla 24 Ore di Le Mans
| Anno | Risultato | Squadra                   | Vettura  | Classe |
| ---- | --------- | ------------------------- | -------- | ------ |
| 2002 | 3         | Audi Sport Team Joest     | Audi R8  | LMP900 |
| 2003 | 4         | Audi Sport Japan Team Goh | Audi R8  | LMP900 |
| 2004 | 3         | Champion Racing           | Audi R8  | LMP1   |
| 2005 | 1         | Champion Racing           | Audi R8  | LMP1   |
| 2006 | 1         | Audi Sport Team Joest     | Audi R10 | LMP1   |
| 2007 | 1         | Audi Sport North America  | Audi R10 | LMP1   |
| 2008 | 6         | Audi Sport North America  | Audi R10 | LMP1   |
| 2009 | Ritiro    | Audi Sport North America  | Audi R15 | LMP1   |